# Selektronrör
Selektronröret var en tidig form av digitalt datorminne utvecklat av Jan A. Rajchman och hans arbetsgrupp på Radio Corporation of America (RCA) under ledning av Vladimir Zworykin.
Selektronröret var ett elektronrör som lagrade digital data i form av elektrostatiska laddningar med en teknik snarlik Williamsminnet. Idén om selektronröret var Rajchmans, och baserades på ett vanligt TV-kamerarör. Rajchman hade uppfunnit röret år 1946 och tanken var att använda det som höghastighetsminne i IAS-maskinen. Arbetsgruppen på RCA lyckades aldrig framställa en kommersiellt gångbar produkt innan kärnminne blev standard och är därför ännu idag praktiskt taget okänt.

## Inflytande på svensk datorutveckling
När Ingenjörsvetenskapsakademien år 1947 skickade fem svenska ingenjörer som stipendiater till USA placerades stipendiaten Erik Stemme i gruppen under Rajchman på RCA-laboratoriet. Stemme kallade selektronminnet "ett av de mest komplicerade elektronrör som någonsin byggts". Vid återkomsten till Sverige var han medveten om att IAS-maskinen hade kört fast pga selektronminnet, men när han år 1948 fick höra talas om Williamsminnet, arbetade han snabbt fram en fungerande prototyp av detta, vilket blev grunden för minnet i den svenska datorn BESK.